# گلیز ۲۲۹
گلیز ۲۲۹ یک ستاره از گونه کوتوله سرخ است با ۱۹ سال نوری فاصله در صورت فلکی خرگوش قرار دارد که ۵۸٪ جرم خورشید  ۶۹٪ از شعاع خورشید است.و سرعت گردشش به دور خود در کمترین پیش‌بینی ۱ کیلومتر در ثانیه است.